# Estación de Geel
La estación de Geel es una estación de tren belga situada en Geel, en la provincia de Amberes, región Flamenca.
Pertenece a la línea  de S-Trein Antwerpen.

## Situación ferroviaria
La estación se encuentra en la línea línea 27 (Bruselas-Amberes).

## Intermodalidad
| \| Línea \| Recorrido \| Andén \| \| ----- \| ------------------- \| ----- \| \| 15b \| Geel ↔ Herentals \| 2 \| \| 19 \| Geel ↔ Diest \| 3 \| \| 20 \| Geel ↔ Tessenderlo \| 5 \| \| 84 \| Geel ↔ Hamont \| 1 \| \| 299 \| Geel ↔ Hasselt \| 4 \| \| 302 \| Geel ↔ Maaseik \| 5 \| \| 306 \| Geel ↔ Leuven \| 7 \| \| 380 \| Geel ↔ Oud-Turnhout \| 7 \| \| 381 \| Geel ↔ Arendonk \| 7 \| \| 490 \| Aarschot ↔ Turnhout \| 8 \| \| 491 \| Aarschot ↔ Geel \| 9 \| \| 492 \| Aarschot ↔ Turnhout \| 8 \| \| 493 \| Geel ↔ Vosselaar \| 9 \| \| 510 \| Geel ↔ Mechelen \| 7 \| |                     |       |
| Línea | Recorrido           | Andén |
| 15b | Geel ↔ Herentals    | 2     |
| 19 | Geel ↔ Diest        | 3     |
| 20 | Geel ↔ Tessenderlo  | 5     |
| 84 | Geel ↔ Hamont       | 1     |
| 299 | Geel ↔ Hasselt      | 4     |
| 302 | Geel ↔ Maaseik      | 5     |
| 306 | Geel ↔ Leuven       | 7     |
| 380 | Geel ↔ Oud-Turnhout | 7     |
| 381 | Geel ↔ Arendonk     | 7     |
| 490 | Aarschot ↔ Turnhout | 8     |
| 491 | Aarschot ↔ Geel     | 9     |
| 492 | Aarschot ↔ Turnhout | 8     |
| 493 | Geel ↔ Vosselaar    | 9     |
| 510 | Geel ↔ Mechelen     | 7     |